# Warisaliganj
Warisaliganj là một thành phố và là một khu vực quy hoạch (notified area) của quận Nawada thuộc bang Bihar, Ấn Độ.

## Nhân khẩu
Theo điều tra dân số năm 2001 của Ấn Độ, Warisaliganj có dân số 31.330 người. Phái nam chiếm 52% tổng số dân và phái nữ chiếm 48%. Warisaliganj có tỷ lệ 53% biết đọc biết viết, thấp hơn tỷ lệ trung bình toàn quốc là 59,5%: tỷ lệ cho phái nam là 61%, và tỷ lệ cho phái nữ là 43%. Tại Warisaliganj, 17% dân số nhỏ hơn 6 tuổi.